# CMOS

Bramka logiczna NAND w technologii CMOS

Bramka logiczna NOR w technologii CMOS

CMOS (ang. Complementary Metal-Oxide-Semiconductor) – technologia wytwarzania układów scalonych, głównie cyfrowych, składających się z tranzystorów MOSFET o przeciwnym typie przewodnictwa i połączonych w taki sposób, że w ustalonym stanie logicznym przewodzi tylko jeden z nich. Dzięki temu układ statycznie nie pobiera żadnej mocy (pomijając niewielki prąd wyłączenia tranzystora), a prąd ze źródła zasilania płynie tylko w momencie przełączania – gdy przez bardzo krótką chwilę przewodzą jednocześnie oba tranzystory. Tracona w układach CMOS moc wzrasta nieliniowo wraz z częstotliwością przełączania, co wiąże się z przeładowywaniem wszystkich pojemności, szczególnie tych obciążających wyjścia.
Układy CMOS są relatywnie proste i tanie w produkcji umożliwiając uzyskanie bardzo dużych gęstości upakowania tranzystorów na jednostce powierzchni płytki krzemu. W nowoczesnych układach powierzchnia zajmowana przez jeden tranzystor jest znacznie mniejsza od 1 µm².

## Historia
Obwody CMOS zostały wynalezione w 1963 r. przez Franka Wanlassa z firmy Fairchild Semiconductor. Pierwszy układ scalony wykonany w technologii CMOS powstał w firmie Radio Corporation of America w 1968 r., pod kierunkiem Alberta Medwina. Oryginalnie układy CMOS stanowiły oszczędną alternatywę do energochłonnych układów TTL. Znikomy pobór mocy przez te układy przy małych częstotliwościach przełączania stanowił atut zwłaszcza w układach zegarów przemysłowych oraz wszędzie tam, gdzie czas pracy z baterii był istotniejszy niż szybkość działania. Z czasem poprawiono także parametry dynamiczne i po 25 latach układy CMOS zdominowały elektronikę cyfrową.

## Temperatura pracy
Typowe układy CMOS mogą pracować w zakresie od −55 do +125 °C. Jednak już w sierpniu 2008 roku istniały przesłanki, że obwody CMOS mogą działać nawet do −230 °C, czyli 40 K. Realnie, temperatury w pobliżu 40 K zostały osiągnięte w przypadku przetaktowywania procesora AMD Phenom II, który był chłodzony przy pomocy mieszanki ciekłego azotu i ciekłego helu.
Bardzo małe tranzystory CMOS, o wielkości rzędu 20 × 20 nm, uzyskują ograniczenie jednoelektronowe, gdy działają w temperaturze kriogenicznej w zakresie od −269 °C (4 K) do około −258 °C (15 K). Tranzystor taki wykazuje blokadę Coulomba z powodu postępującego, jeden po drugim, ładowania elektronów. Ilość elektronów zamkniętych w kanale jest napędzana przez napięcie bramki, poczynając od zera elektronów, może być ustawiona na 1 lub więcej.

## Podział układów CMOS
Układy CMOS można podzielić na cztery główne kategorie:
1. Układy do zastosowań masowych, o niewielkiej szybkości działania. Przykładem są układy zegarkowe i proste, nieprogramowalne układy kalkulatorowe.
2. Układy programowalne (takie jak układy PLD i FPGA) i specjalizowane (ASIC).
3. Uniwersalne układy cyfrowe LSI i VLSI, głównie układy mikroprocesorowe i pamięciowe.
4. Uniwersalne układy cyfrowe SSI i MSI, stanowiące funkcjonalne odpowiedniki układów TTL.

## Podstawowy układ CMOS

Inwerter wykonany w technologii CMOS (bramka logiczna NOT)

Podstawowym układem CMOS jest Bramka NOT (inwerter), składająca się z dwóch komplementarnych tranzystorów MOS, połączonych w sposób pokazany na rysunku obok. Obydwa tranzystory są wykonane z bramką krzemową (z polikrzemu, który służy także do połączenia obydwu bramek). Granice obszarów p-n stanowią diody pasożytnicze.